# Howard Morrison
Sir Howard Andrew Clive Morrison (20 luglio 1949) è un giudice britannico della Corte penale internazionale.
Eletto dall'Assemblea degli Stati Parte nel Gruppo degli Stati europei occidentali e altri stati, Lista A, l'11 marzo 2012 per un termine di nove anni.
Dopo aver maturato una certa esperienza internazionale, nel 2009 è stato eletto giudice presso il Tribunale Speciale per il Libano per poi essere assegnato immediatamente al Tribunale Penale Internazionale per la ex Jugoslavia, con sede nei Paesi Bassi e dopo tre anni è stato eletto giudice presso la Corte penale internazionale, quale giudice della Divisione Giudicante.
Il 26 ottobre 2015 la Regina Elisabetta II lo ha insignito del titolo di Cavaliere di San Michele.